# Коїдзумі Йосіо
Йосіо Коїдзумі (яп. 小泉 佳穂, латиніз.: Koizumi Yoshio, 5 жовтня 1996, Токіо) — японський футболіст, півзахисник клубу «Ураву Ред Даймондс».

## Кар'єра
Коїдзумі навчався грати у футбол у шкільній команді середньої школи Маебасі Ікуей та університетській команді університету Аояма Гакуїн.
У 2019 році він підписав свій перший контракт з клубом «Рюкю» до кінця 2020 року. Клуб виступав у другому дивізіоні країни, де півзахисник провів 50 матчів. На початку 2021 року перейшов у «Ураву Ред Даймондс» з вищого дивізіону. 19 грудня 2021 року він зіграв з клубом у фіналі Кубка Імператора, який вони виграли з рахунком 2:1 у «Ойта Трініті». 2022 року виграв з командою Суперкубок Японії, а також Лігу чемпіонів АФК. 4 листопада 2023 року він зіграв у фіналі Кубка Ліги, але цього разу команда програла «Авіспі Фукуока» з рахунком 1:2 і не здобула трофей.

## Досягнення
- Володар Кубка Японії: 2021
- Володар Суперкубка Японії: 2022
- Переможець Ліги чемпіонів АФК: 2022
- Фіналіст Кубка Джей-ліги: 2023